# Dark Side Cowboys
Dark Side Cowboys — шведский музыкальный коллектив, образованный в 1993 году и исполняющий готик-рок.

## История группы
Группа Dark Side Cowboys была основана в 1993 году. В 1995 году музыканты выпустили первый EP Pure Hearts, а спустя год на лейбле Resurrection Records был издан их первый студийный альбом The Apocryphal. Эти работы не привлекли значительного внимания за пределами Швеции, однако уже следующий альбом коллектива, Disclosure (1997), заслужил хвалебные отзывы критиков и был назван «шедевром готического воображения». Несмотря на то, что эта концептуальная работа была в целом исполнена в жанре готик-рока, в отдельных композициях явно прослеживалось влияние таких различных жанров, как индастриал-метал, синти-поп, джаз, блюз и кантри-рок.
В дальнейшем Dark Side Cowboys продолжили создавать концептуальные альбомы, связанные единой сюжетной линией и проникнутые общим депрессивным настроением. В 1998 году вышел альбом UnfortuNathalie, изначально задуманный как вторая часть Disclosure, а также компиляция под названием Most, составленная преимущественно из перезаписанных старых песен и ремиксов. За ними последовал изданный в 1999 году альбом High. На нём музыканты, продолжающие экспериментировать с элементами различных стилей, почти полностью отошли от готик-рока, в результате чего диск оказался встречен разгромными рецензиями.
В том же 1999 году участники группы объединились с музыкантами из другой шведской команды, S.C.U.D., образовав супергруппу Red Butt Closeup, и записали альбом Red Butt Dreaming, исполненный на стыке жанров индастриал-метала и нойза.
После выхода EP New Religion (2000), доброжелательно встреченного критиками, и альбома Revival (2002) группа приостановила творческую деятельность. На данный момент коллектив по-прежнему считается существующим, однако больше не издаёт новых релизов и довольствуется исключительно концертной деятельностью.
В 2018 году, впервые после большого перерыва, Dark Side Cowboys выпускают новый альбом Return, доступный для прослушивания на основных онлайн-платформах и в качестве ограниченного издания на CD.

## Стиль, влияние
Начав с относительно классического готик-рока, Dark Side Cowboys за время своего существования успели поработать с элементами самых разнообразных музыкальных жанров и стилей. Как отмечают критики, на их творчество оказали влияние блюз и джаз, а также кантри и кельтский фолк.
На альбоме High музыканты практически потеряли связь со своими «готическими корнями» — звучание группы изменилось в сторону симфо-рока и метала 1980-х годов, в музыке коллектива появились даже элементы дэт-метала, а женский бэк-вокал стал использоваться активнее; все эти нововведения не пришлись по душе критикам, и уже следующий EP New Religion был решён в более традиционном ключе.
Рецензенты радикально расходятся в оценках творчества Dark Side Cowboys — если одни полагают, что «стыдно расходовать свой талант на такие проекты», то другие оценивают группу весьма высоко, утверждая, что «работая в жанре, полном клише, музыканты смогли создать собственное неповторимое звучание».

## Дискография

### Студийные альбомы
- 1996 — The Apocryphal
- 1997 — Disclosure
- 1998 — UnfortuNathalie
- 1999 — High
- 2002 — Revival
- 2018 — Return

### Компиляции
- 1998 — Most

### MCD и EP
- 1995 — Pure Hearts
- 2000 — New Religion